# I'm Looking Through You
Pistes de Rubber Soul
Girl In My Life
I'm Looking Through You est une chanson des Beatles, parue sur l'album Rubber Soul le 3 décembre 1965 en Grande-Bretagne et le 6 décembre aux États-Unis. Elle a été écrite par Paul McCartney, mais créditée Lennon/McCartney, comme pour toutes les chansons du groupe composées par John Lennon et Paul McCartney, en collaboration ou non.

## Genèse
Cette chanson donne l'impression qu'il parle de Jane Asher, la petite amie de Paul McCartney depuis deux ans mais déménagée à Bristol pour poursuivre sa carrière d'actrice. McCartney demeure toujours dans l'appartement au grenier de la maison des Asher sur la rue rue Wimpole. Les paroles disent « You don't look different, but you have changed (tu ne sembles pas différente, mais tu as changé) », reflétant son mécontentement sur l'état de leur relation.

## Enregistrement
Les Beatles enregistrent trois versions de la chanson en octobre et novembre 1965. La dernière version est incluse sur Rubber Soul. La version originale enregistrée le 24 octobre est plus lente que la version finale, avec un rythme sensiblement différent, et sans le « Why, tell me why (pourquoi, dis-moi pourquoi) » du pont de la version finale. Cette version est publiée en 1996 sur Anthology 2. 
La version stéréo américaine de cette chanson possède une particularité. Sur le master, on entend un faux départ de la guitare acoustique de Lennon et une première mesure complète de cette instrumentation avant la seconde mesure qui débute la version officielle britannique. Comme la bande fut envoyée chez Capitol sans avoir été coupée, sur la version américaine, on entend ces quelques secondes de guitare « superflues » qui deviendront normales pour les auditeurs nord-américains. Par contre, la version mono est identique à la version anglaise.

## Personnel
- Paul McCartney – chant principal, basse, guitare solo
- John Lennon –  chœurs, guitare rythmique
- George Harrison – guitare solo, tambourin
- Ringo Starr – batterie, orgue Hammond, percussions (sur une boîte d'allumettes)[5]

## Reprises
- Reprise en version française en 1966 par Danielle Denin sous le titre Je lis dans tes yeux.
- Le chanteur de Country Steve Earle chante une version sur son album Train A-Comin'.
- Mark Heard chante cette chanson sur son album Second Hand.
- The Wallflowers ont enregistré une version pour le film I Am Sam entièrement basée sur la version des Beatles.
- Ted Leo and the Pharmacists ont enregistré une version de la chanson pour la sortie en 2005 This Bird Has Flown - A 40th Anniversary Tribute to the Beatles' Rubber Soul, un album de diverses reprises des Beatles.
- Les Muppets ont interprété une reprise de cette chanson avec un trio de fantômes, pour un épisode special Halloween (avec pour invité Vincent Price) dans la saison une du Muppet Show.
- le guitariste Folk Davey Graham en 1966 sur l'album Midnight Man.